# Star Mountain

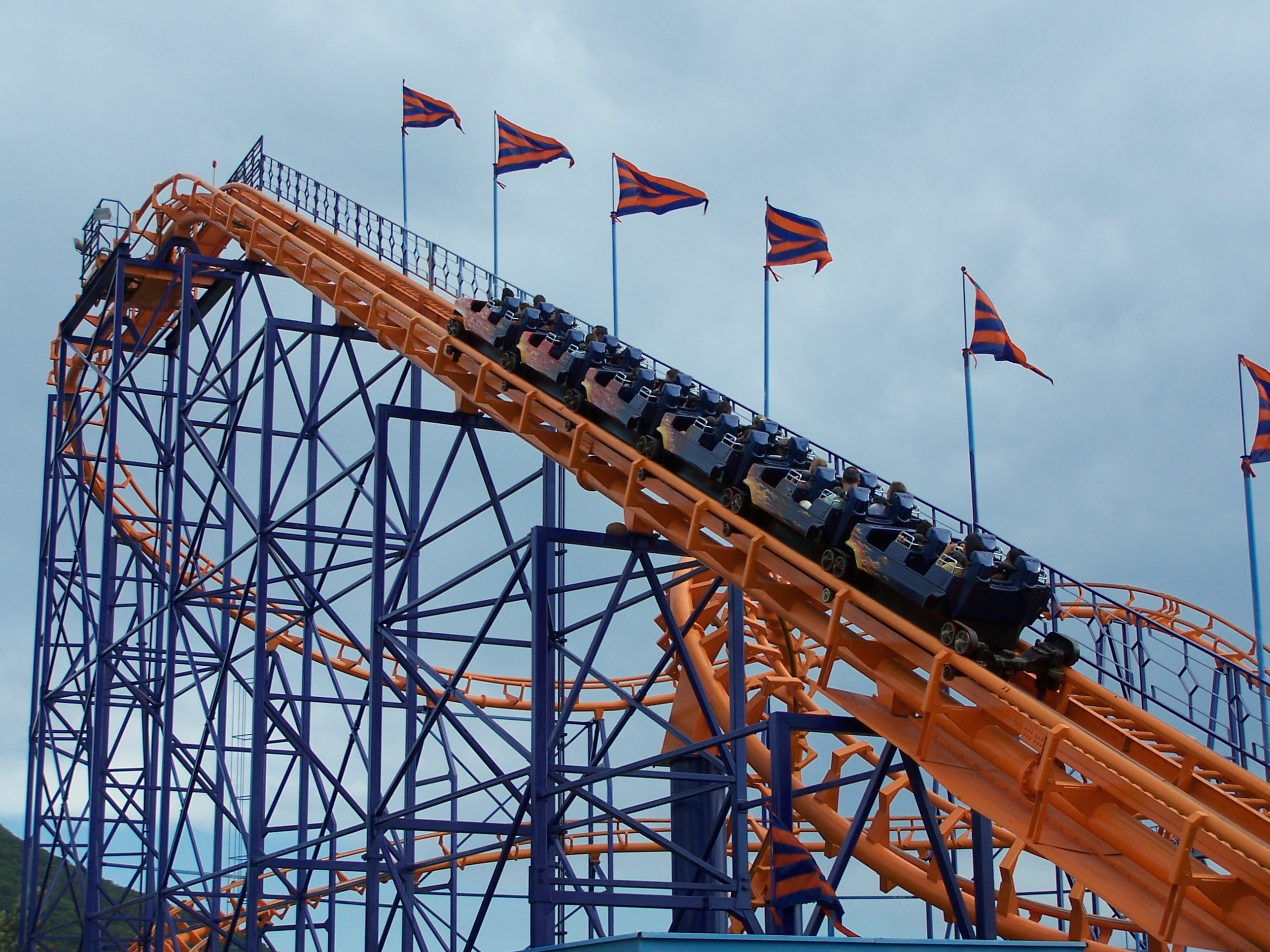
Star World Mountain - Beto Carrero World

A Star Mountain (anteriormente nomeada Star World Mountain) é uma montanha-russa localizada no parque Beto Carrero World, no município de Penha, Santa Catarina. Com 22,9 metros de altura, era considerada a quarta mais alta do Brasil em 2015.
A montanha russa tem os já falados 22,9 metros de altura e 731,5 metros de extensão, atingindo velocidade de aproximadamente 64,4 Km/h. A composição inclui dois trens com seis vagões cada e, em cada carro, duas colunas para quatro passageiros, totalizando 24 passageiros por trem. A altura mínima para entrar na atração é de 1,20 metros. É uma montanha-russa do modelo MK-1200 (Corkscrew with Bayerncurve), fabricada pela empresa holandesa Vekoma.
O equipamento foi inicialmente instalado no Italpark, em Buenos Aires, Argentina, com o nome de Corkscrew. Depois foi trazido para o Beto Carrero World e inaugurado em 1998 com o nome Star World Mountain, sendo renomeado mais tarde para simplesmente Star Mountain.